# Skibet skal sejle i nat
«Skibet skal sejle i nat» —en español: «El barco zarpará esta noche»— es una canción compuesta por Erik Fiehn e interpretada en danés por Birthe Wilke y Gustav Winckler. Fue elegida para participar en el Festival de la Canción de Eurovisión en 1957 tras ganar el Dansk Melodi Grand Prix en 1957.

## Festival de Eurovisión

### Dansk Melodi Grand Prix 1957
Esta canción participó en la primera edición del Dansk Melodi Grand Prix (en español: Gran Premio de la Canción Danesa), celebrado el 17 de febrero de 1957 y presentado por Sejr Volmer-Sørensen. Todas las canciones en esta edición fueron interpretadas por Birthe Wilke y Gustav Winckler. Fue interpretada en sexto lugar (último), precedida por Winckler con «Længslernes vej». Finalmente, la canción se declaró ganadora (ese año solo se anunciaron los dos primeros puestos, por lo que no se sabe la puntuación total que recibió).

### Festival de la Canción de Eurovisión 1957
Esta canción fue elegida como representación danesa en el Festival de Eurovisión 1957, siendo este el debut de Dinamarca en este certamen. La orquesta fue dirigida por el director Kai Mortensen.
La canción fue interpretada quinta en la noche del 3 de marzo de 1957, precedida por Francia con Paule Desjardins interpretando «La belle amour» y seguida por Suiza con Lys Assia interpretando «L'enfant que j'étais». Finalmente, recibió 10 puntos, quedando en tercer lugar entre un total de 10 países participantes.
La representación danesa que le sucedió en el Festival de 1958 fue la canción «Jeg rev et blad ud af min dagbog» de la intérprete Raquel Rastenni.
Al final de la canción, Wilke y Winckler se dan un beso de 11 segundos, marcando así el beso más largo en la historia del certamen.

## Letra
En la canción los intérpretes se despiden antes de partir uno de ellos en un barco. 